# Aniela Broszko
Aniela Broszko (ur. 1903) – polska „Sprawiedliwa wśród Narodów Świata”.

## Życiorys
W trakcie II wojny światowej pomagała Zygmuntowi Wojciechowskiemu, który we wrześniu 1942 r. wraz z 9-letnią córką Rachelą i siostrą Julią uciekł z getta w Stanisławowie (dystrykt Galicja). Zapewniła im fałszywe dokumenty - własne oraz męża i dwóch swoich córek. Potem zaś, znalazła dla nich kryjówkę w okolicznej wsi. Później, zapewniła Zygmuntowi pracę w Ciężkowicach koło Krakowa. Rachela zaś trafiła do miejscowego klasztoru. Niestety, Niemcy odkryli prawdziwą tożsamość Zygmunta, zaaresztowali go i wysłali do obozu zagłady, gdzie jednak przetrwał wojnę. Rachela zaś, została ponownie przygarnięta przez Anielę, która ukrywała ją i Julię w swoim mieszkaniu. Z czasem zagrożenie wykryciem przez Niemców okazało się zbyt duże, toteż wyjechała do Krakowa. Aniela pomagała Żydom mimo ogromnego niebezpieczeństwa. Nie złamała jej nawet śmierć męża, który zginął z rąk niemieckiego okupanta.
26 października 1981 r. Instytut Jad Waszem uhonorował Anielę Broszko medalem „Sprawiedliwy wśród Narodów Świata”.